# Jouy-aux-Arches
Jouy-aux-Arches è un comune francese di 1 594 abitanti situato nel dipartimento della Mosella nella regione del Grand Est.

## Società

### Evoluzione demografica
Abitanti censiti